# Ixora parviflora
Ixora parviflora är en måreväxtart som beskrevs av Jean-Baptiste de Lamarck. Ixora parviflora ingår i släktet Ixora och familjen måreväxter.

## Underarter
Arten delas in i följande underarter:
- I. p. ovata
- I. p. parviflora